# Белладжіо (готель-казино)
«Белладжіо» (англ. Bellagio) — п'ятизірковий готель-казино, розташований на бульварі Лас Вегас Стріп, Парадайз, Лас-Вегас, штат Невада, США. Належить компанії MGM Resorts International. Головною визначною пам'яткою є музичний фонтан, розташований перед будівлею готелю. Маючи 3950 номерів, займає 11-у сходинку в списку найбільших готелів світу.

## Історія
Готель був побудований на місці легендарного готелю-казино Dunes, викупленого Стівом Вином та демонтованого в 1993 р. Спочатку проект оцінювався в 1.6 млрд доларів. Урочисте відкриття відбулося 15 жовтня 1998 року.
Плани будівництва другої вежі були підтверджені в серпні 2002 року в рамках розширення вартістю 375 млн доларів США. Нова вежа СПА-центру буде побудована на південь від головної вежі і забезпечуватиме доступ до СПА-центру. Розширення також включатиме додаткові спа-центри, салони, конференц-зали та торгові приміщення, а також новий ресторан. Генеральним підрядником знову стала компанія Marnell Corrao Associate. Будівництво Спа-вежі розпочалося у квітні 2003 р. Воно було завершено через рік, і відкрито 23 грудня 2004 року. Він додав 928 номерів, загалом 3,933. Конференц-простір також був збільшений до 200,000 кв. футів (19,000 м2). Курорт найняв 1,400 нових співробітників для розширених об'єктів, довівши загальну кількість до 10,000.
У 2012 році MGM та Suning Real Estate оголосили про плани розширити назву Bellagio з 200-кімнатним готелем у Шанхаї, який врешті-решт відкрився у 2018 році. Через двадцять років після його відкриття Беллагіо залишився одним з найпопулярніших курортів на смузі Лас-Вегас.
У жовтні 2019 року MGM Resorts оголосила, що продасть Bellagio The Blackstone Group за 4,25 мільярда доларів. Завдяки угоді дві компанії створять спільне підприємство, яке здасть Bellagio в оренду MGM Resorts за річну орендну плату в розмірі 245 мільйонів доларів США. Продаж завершився в листопаді 2019 року. Спільне підприємство майже повністю належало Blackstone. Згідно з угодою, MGM придбала п'ятивідсоткову частку в підприємстві та продовжила експлуатацію курорту через оренду.

## Музичний фонтан
Після виходу на екрани фільму «Одинадцять друзів Оушена», танцюючий фонтан став візитівкою Bellagio. Він розташований на штучному озері, а його загальна площа становить 3,2 га. Музичні шоу проводяться кожні 30 хвилин з 15.00 у робочі дні та з 12.00 у вихідні. Увечері, з 20.00 до 24.00, шоу фонтану Bellagio проводяться кожні 15 хвилин. Композиції фонтану протягом дня змінюються. Вода в басейні фонтану береться з свердловини, яка була пробурена ще до споруди Bellagio і призначалася для зрошення поля для гольфу, що розташовувався на цьому місці.

## У популярній культурі
- Година пік 2 (2001)
- Везунчик (2007)
- 21 (2008)
- Одинадцять друзів Оушена (2001)
- Тринадцять друзів Оушена (2007)
- Одного разу у Вегасі (2008)
- Вольт (2008)
- 2012 (2009)
- Похмілля у Вегасі (2009)
- Дві з половиною людини (2003—2014)
- Grand Theft Auto: San Andreas